# Гонар (кладбище)
Гонар (кладбище) (фр. Cimetière des Gonards), было открыто в 1879 году в зажиточном пригороде Парижа Версале на площади 130 000 квадратных метров. Это крупнейшее кладбище в этом районе, которое на сегодняшний момент насчитывает более чем 12 000 захоронений.

## Известные личности, похороненные на кладбище
- Аллегре, Марк, кинорежиссёр
- Вейдман, Эжен, серийный убийца
- Блерио, Луи, авиатор
- Ландрю, Анри Дезире, серийный убийца
- Монтескью, Робер де, писатель
- Пьер Наполеон, член семьи Бонапартов
- Уортон, Эдит, американская писательница

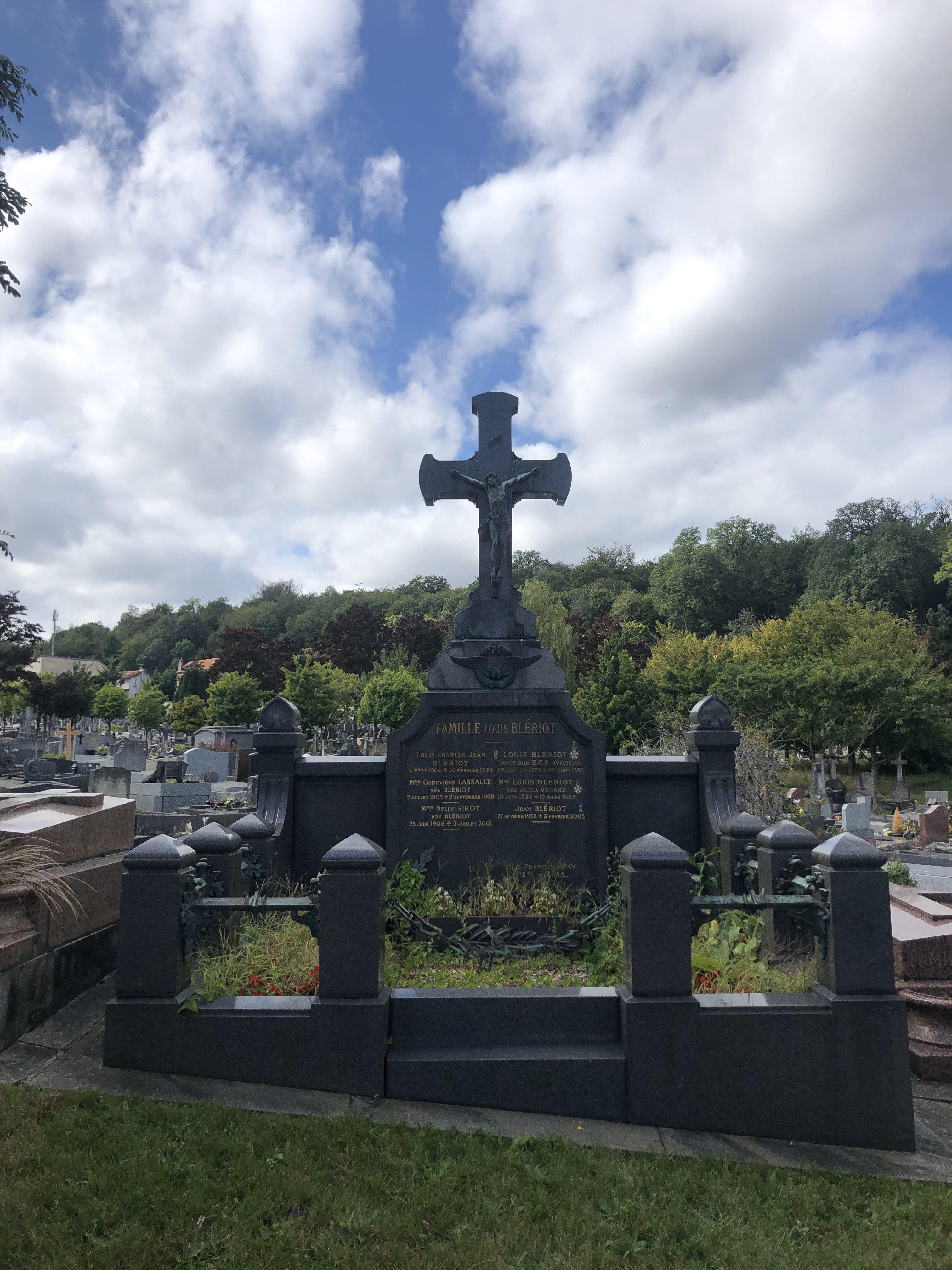
Mогила Блерио
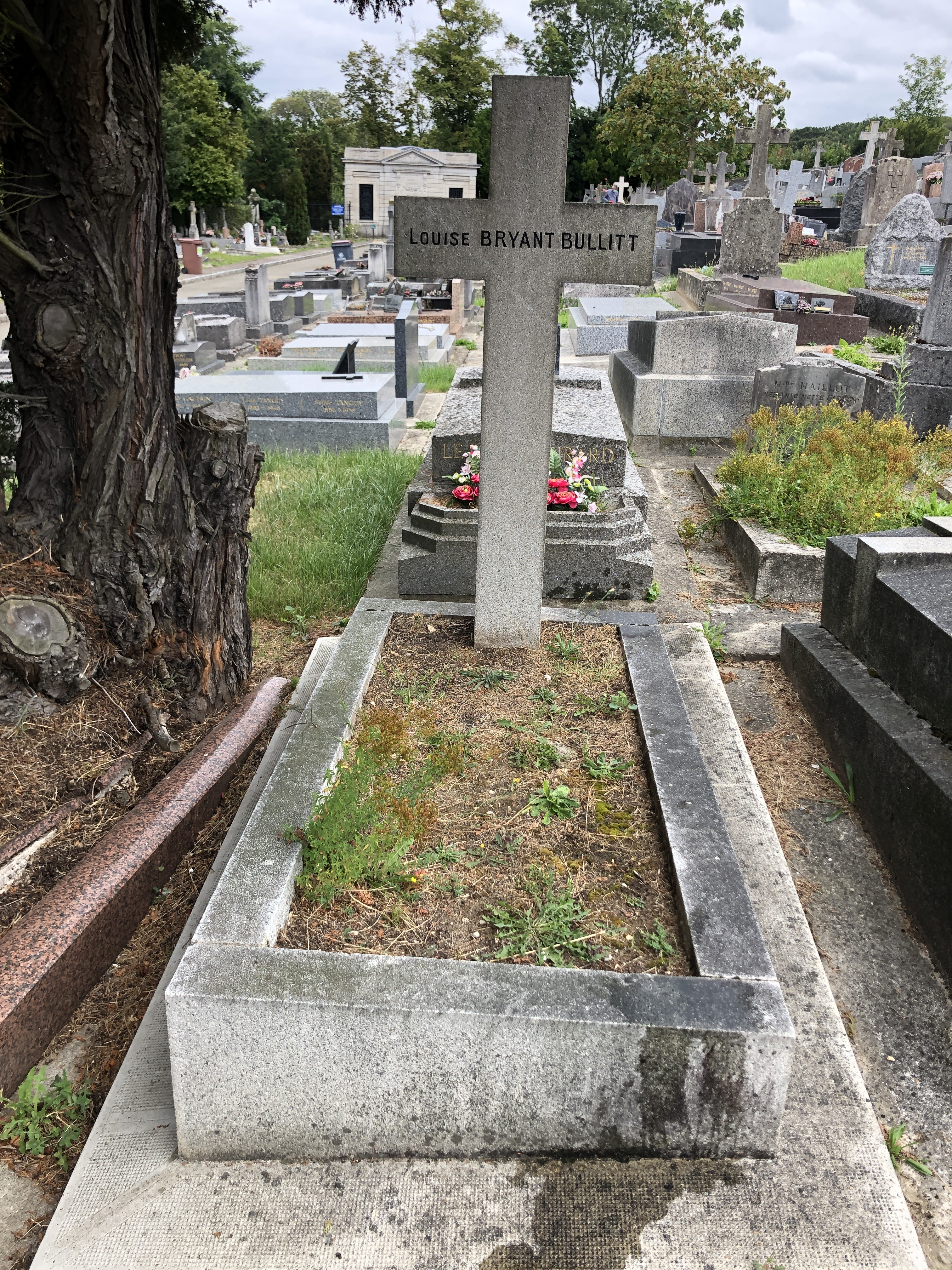
Mогила Брайант
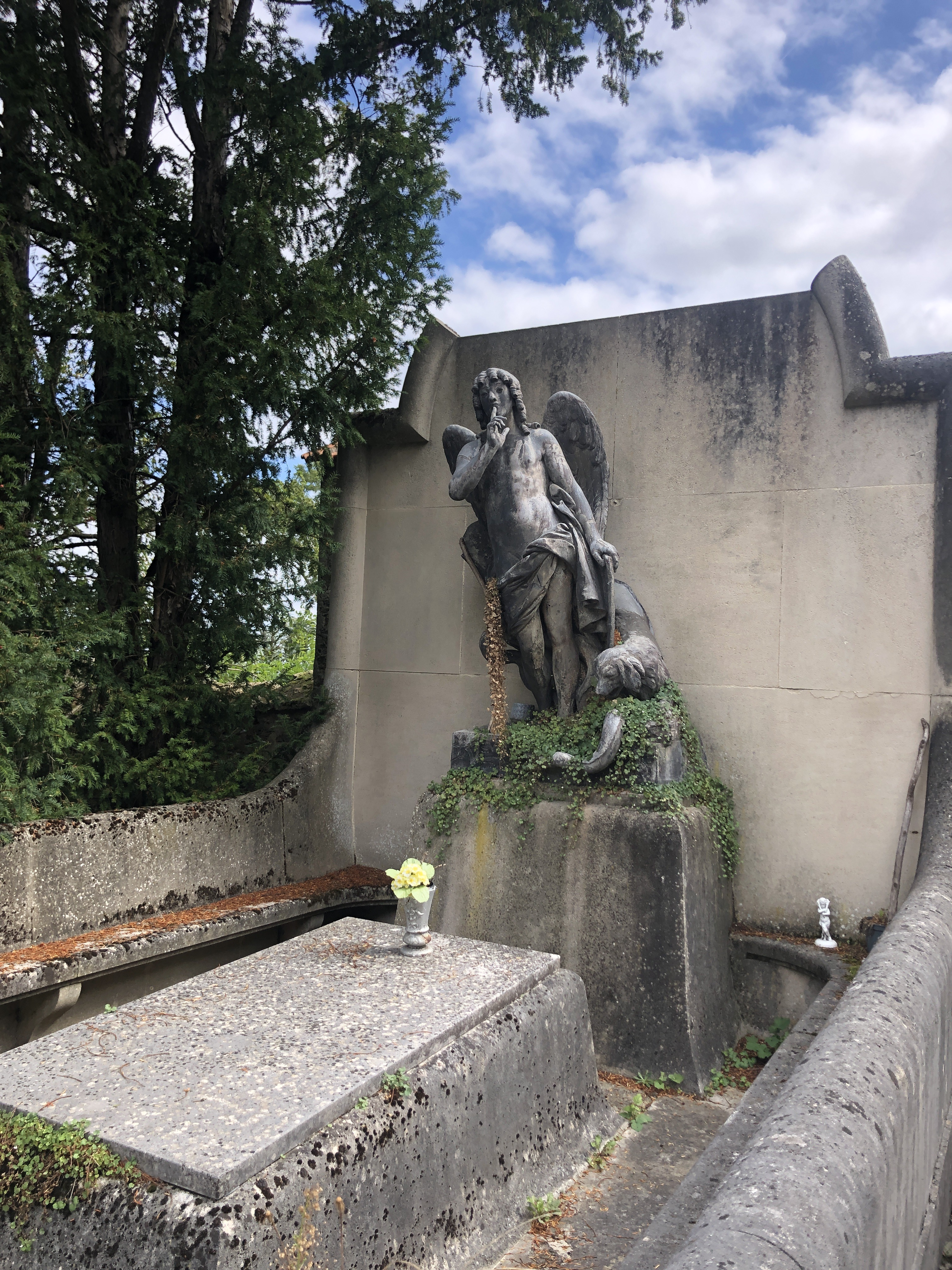
Mогила Монтескью
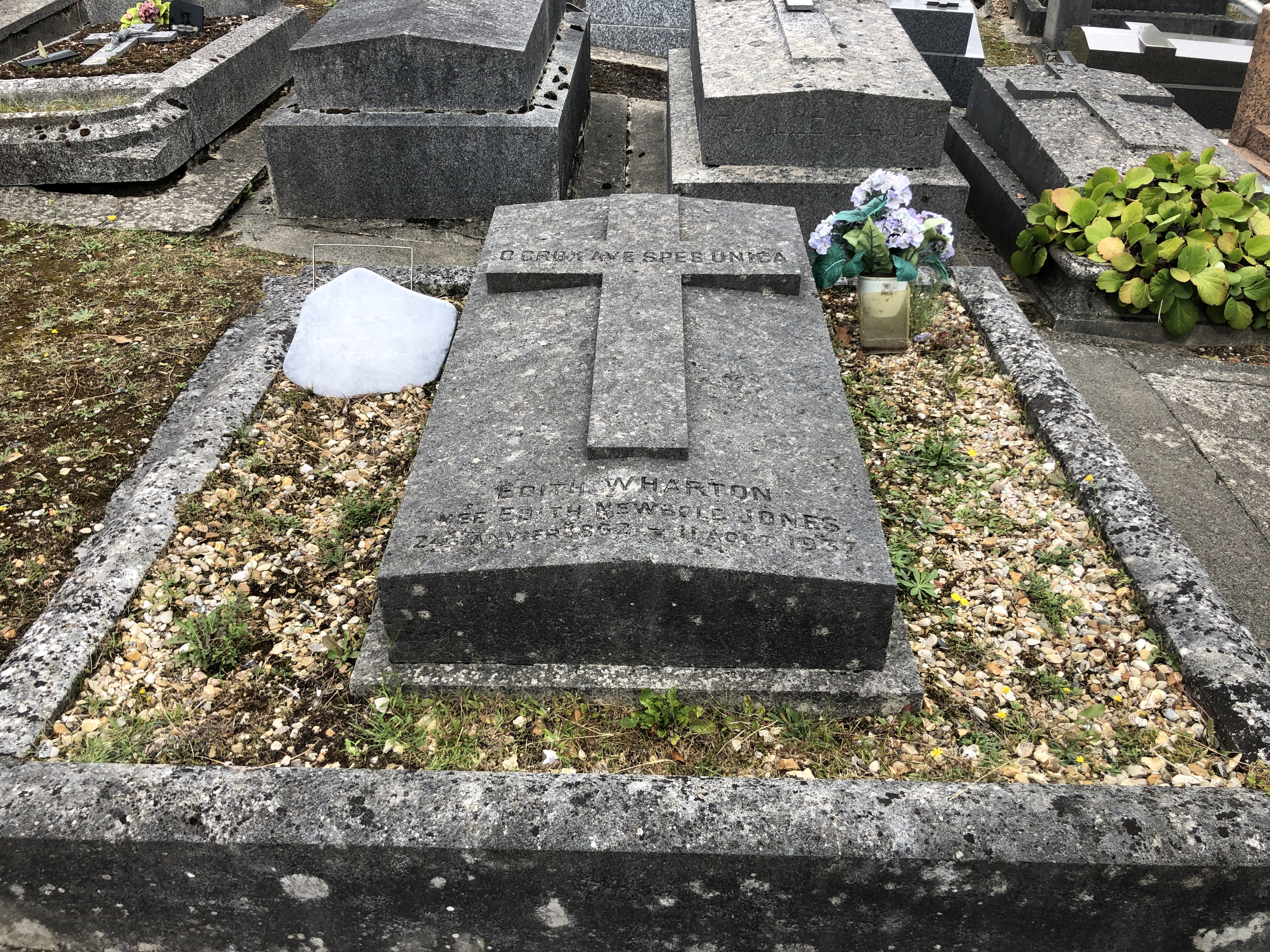
Mогила Э. Уортон